# Alexander Petersson
Alexander Petersson (født Aleksandrs Pētersons, 2. juli 1980 i Riga, Sovjetunionen) er en islandsk håndboldspiller af lettisk og tyskbaltisk oprindelse. Han var oprindeligt sovjetisk/lettisk statsborger og spillede for Letland, men i 2004 skiftede han statsborgerskabet ud til fordel for Island, og han spiller nu for dette landshold. 
Petersson indledte sin karriere i Riga, hvorfra han kom til KR Grótta i Island. I 2003 skiftede han til Bundesligaen, hvor han først spillede i HSG Düsseldorf. Siden har han spillet i TV Großwallstadt, SG Flensburg-Handewitt og Füchse Berlin, inden han i sommeren 2012 skiftede til Rhein-Neckar Löwen. Petersson er venstrehåndet og spiller højre fløj samt undertiden højre back.
Siden sit statsborgerskift har han været en fast bestanddel af det islandske landshold og med dette været med til at opnå landets største triumfer med sølvmedaljen ved OL 2008 samt bronzemedaljer ved EM 2010; i 2010 blev Petersson desuden valgt som årets håndboldspiller i Island.